# Comuna Valea Sării, Vrancea
Valea Sării este o comună în județul Vrancea, Moldova, România, formată din satele Colacu, Mătăcina, Poduri, Prisaca și Valea Sării (reședința). În satele comunei funcționează 3 grădinițe și 2 școli.

## Etimologie
Numele comunei provine de la „Pârâul Sărat„, care curge de la NV la SE trecând peste un masiv de sare, se varsă în râul Putna şi desparte satul Colacu de Mătăcina.

## Așezare
Comuna se află în zona deluroasă înaltă din vestul județului, pe valea râului Putna, de la vărsarea Zăbalei înspre aval.

## Istorie
La sfârșitul secolului al XIX-lea, comuna făcea parte din plasa Vrancea a județului Putna și era formată din satele Gornetu, Mătăcina, Prisaca și Valea Sării, având în total 719 locuitori. În comună funcționau două biserici (la Valea Sării și Prisaca) și o școală mixtă. La acea vreme, pe teritoriul actual al comunei, mai funcționa în aceeași plasă și comuna Colacu. Aceasta era formată din satele Colacu și Poduri, cu 878 de locuitori, două biserici și două mori de apă.
Anuarul Socec din 1925 consemnează comunele în plasa Vidra a aceluiași județ, în aceeași componență. Comuna Valea Sării avea 726 de locuitori, iar comuna Colacu — 975.
În 1950, cele două comune au fost arondate raionului Focșani din regiunea Putna, apoi (după 1952) din regiunea Bârlad și (după 1956) din regiunea Galați. În 1968, ele au fost trecute la județul Vrancea, iar comuna Colacu a fost desființată și inclusă în comuna Valea Sării. Tot atunci, satul Cornet a fost desființat și comasat cu satul Valea Sării.

## Demografie
Componența etnică a comunei Valea Sării
     Români (95,31%)
     Alte etnii (4,69%)
Componența confesională a comunei Valea Sării
     Ortodocși (94,89%)
     Alte religii (0,37%)
     Necunoscută (4,74%)
Conform recensământului efectuat în 2021, populația comunei Valea Sării se ridică la 1.899 de locuitori, în creștere față de recensământul anterior din 2011, când fuseseră înregistrați 1.608 locuitori. Majoritatea locuitorilor sunt români (95,31%). Din punct de vedere confesional, majoritatea locuitorilor sunt ortodocși (94,89%), iar pentru 4,74% nu se cunoaște apartenența confesională.

## Obiective turistice
În comuna Valea Sării, poate fi găsită Cascada Mișina, precum și bisericile din satele Valea Sării și Prisaca, care sunt și două monumente istorice consemnate de lista monumentelor istorice din județul Vrancea. Comuna este deservită și de Cascada Mișina, care face parte dintr-o arie protejată. Cascada poate fi găsită în bazinul superior al pârâului ce poartă aceiași denumire. Calea principală către cascadă, este DJ205D, care și leagă comuna (Năruja - Valea Sării), continuat de DC78, până în satul Valea Neagră din comuna Nistorești. Drumul forestier de pe vaile pâraielor Balosu şi în continuare, Mişina, conduce în aria protejată şi la Cascada Boului, situată la circa 1.000 m altitudine. De la capătul drumului forestier, pe poteci tainice, se poate urca direct spre Zboina Frumoasa, un vârf de 1.657 m, unul din "farurile" Munţilor Vrancei, de pe care se pot admira multe din frumuseţile zonei.

## Politică și administrație
Comuna Valea Sării este administrată de un primar și un consiliu local compus din 11 consilieri. Primarul, Valentin Marcu[*], de la Partidul Social Democrat, este în funcție din 2012. Începând cu alegerile locale din 2024, consiliul local are următoarea componență pe partide politice:
|  | Partid                          | Consilieri | Componența Consiliului | Componența Consiliului | Componența Consiliului | Componența Consiliului | Componența Consiliului | Componența Consiliului |
|  | ------------------------------- | ---------- | ---------------------- | ---------------------- | ---------------------- | ---------------------- | ---------------------- | ---------------------- |
|  | Partidul Social Democrat        | 6          |                        |                        |                        |                        |                        |                        |
|  | Partidul Național Liberal       | 3          |                        |                        |                        |                        |                        |                        |
|  | Alianța pentru Unirea Românilor | 1          |                        |                        |                        |                        |                        |                        |
|  | Partidul S.O.S. România         | 1          |                        |                        |                        |                        |                        |                        |

## Transport
Comuna este străbătută de șoseaua națională DN2D, care leagă Focșaniul de Târgu Secuiesc. La Valea Sării, din acest drum se ramifică șoseaua județeană DJ205D, care duce spre sud la Năruja, Paltin, Spulber și Nereju.

## Monumente istorice

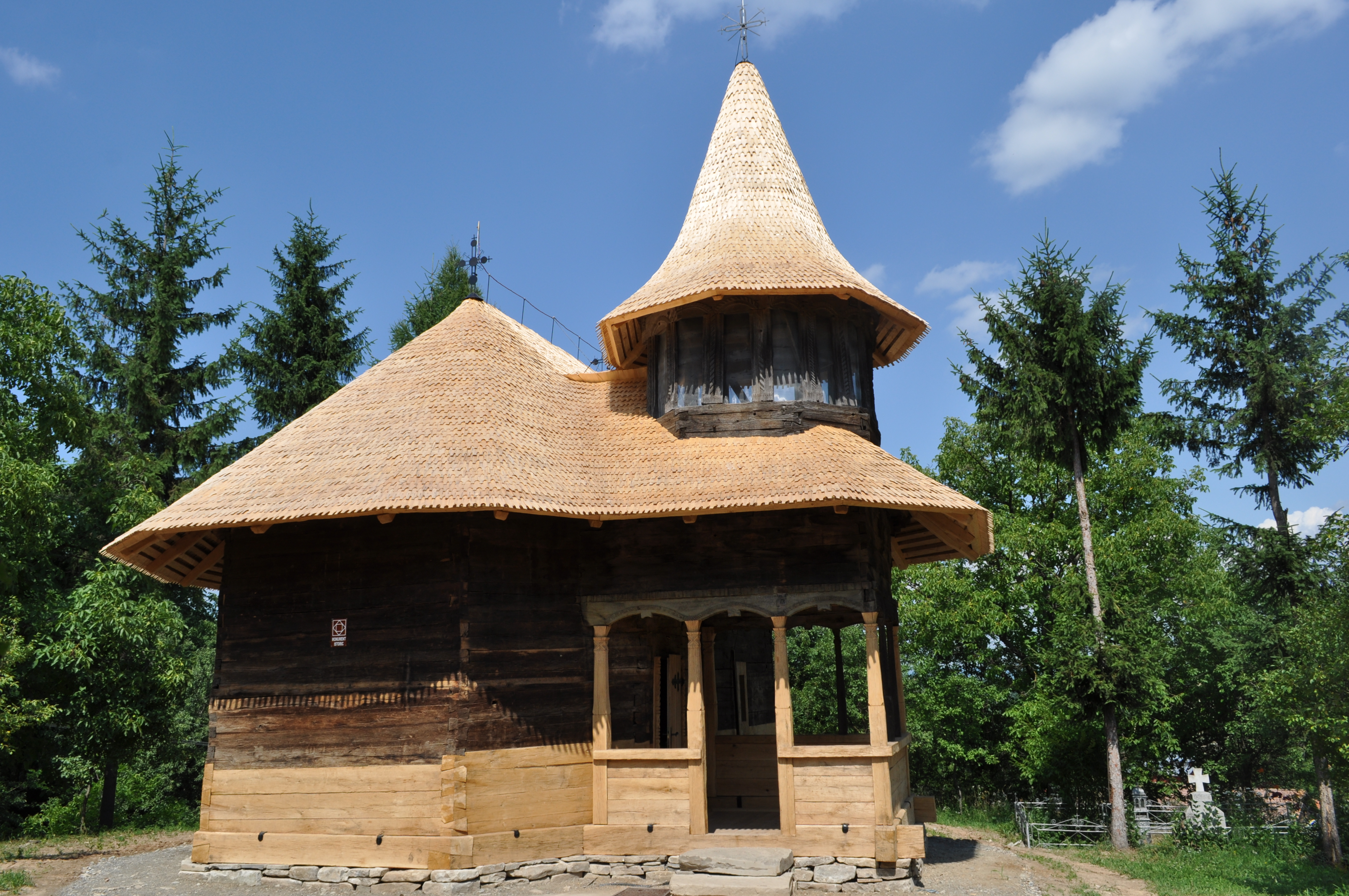
Biserica de lemn „Cuvioasa Paraschiva”, monument de arhitectură de interes național din comuna Valea Sării.

În comuna Valea Sării se află două biserici de lemn clasificate ca monumente de arhitectură de interes național: biserica „Sfântul Nicolae” (secolul al XVIII-lea), aflată la ieșirea din satul Prisaca înspre Nereju, și biserica „Cuvioasa Paraschiva” (1772–1773) din centrul satului Valea Sării.
În rest, în comună se mai află un singur obiectiv inclus în lista monumentelor istorice din județul Vrancea ca monument de interes local, fiind clasificat ca monument memorial sau funerar: troița eroilor din Războiul Ruso-Turc (1877-1878) și din Primul Război Mondial, obiectiv ridicat în 1941 și aflat în incinta bisericii din satul Prisaca.

## Vezi și
- Biserica de lemn din Prisaca
- Biserica de lemn din Valea Sării
- Măgura Odobești (arie de protecție specială avifaunistică - SPA)
- Râul Putna (sit de importanță comunitară)